# Elecciones generales de Mauricio de 2024
Las elecciones generales se celebraron en Mauricio el 10 de noviembre de 2024. La elección fue convocada después de que el gobierno de Mauricio llegara a un acuerdo con el Reino Unido para poner fin a la disputa del archipiélago de Chagos. Poco antes de las elecciones, surgió un escándalo de escuchas telefónicas. El gobierno respondió implementando una prohibición de las redes sociales temporal que duraría hasta después de las elecciones, pero que fue levantada un día después tras la protesta pública.Las alianzas que participan en las elecciones incluyen la Alianza Lepep del actual primer ministro Pravind Jugnauth y la Alliance du Changement del ex primer ministro Navin Ramgoolam.
La Alliance du Changement ganó las elecciones de forma aplastante, ganando todos menos uno de los 21 distritos electorales del país. Jugnauth admitió la derrota poco después de que comenzara el conteo de votos.  Fue el mayor margen de victoria desde 1995. Cuatro candidatos no exitosos fueron designados a través del Sistema del Mejor Perdedor, incluyendo dos de la Alianza Lepep y dos de la Alianza Liberación. Debido al sistema de votación por bloques de pluralidad con panachage, el total de votos supera el número total de electores registrados. Ramgoolam prestó juramento como primer ministro el 13 de noviembre, y su gabinete fue inaugurado el 22 de noviembre.

## Antecedentes

### Elecciones de 2019
En las elecciones anticipadas de 2019, el Partido Alianza de Mauricio, liderado por el primer ministro Pravind Jugnauth, ganó la reelección y obtuvo 42 escaños. La opositora Alianza Nacional, liderada por el ex primer ministro Navin Ramgoolam, obtuvo 17 escaños. El Movimiento Militante de Mauricio del ex primer ministro Paul Bérenger obtuvo nueve escaños, y la Organización Popular de Rodrigues conservó sus dos.Jugnauth sucedió a su padre, Anerood Jugnauth, como primer ministro en 2017, lo que fue recibido con acusaciones de nepotismo por parte de la oposición.Los observadores atribuyeron la victoria del gobierno al crecimiento económico y al inicio de proyectos de infraestructura. La oposición y grupos de la sociedad civil denunciaron irregularidades, incluidos informes sobre papeletas extraviadas y trabajadores electorales mal capacitados.

### Escándalo de escuchas telefónicas
En octubre de 2024 estalló un escándalo de escuchas telefónicas; Las llamadas telefónicas de numerosos periodistas, políticos, miembros de la sociedad civil y diplomáticos extranjeros habrían sido intervenidas y filtradas en Internet. El primer ministro Jugnauth y la Fuerza de Policía de Mauricio afirmaron que la inteligencia artificial había modificado las llamadas filtradas. Los periodistas afectados por las escuchas, sin embargo, dijeron que las llamadas eran auténticas. Un periodista alegó que las afirmaciones del gobierno sobre la IA eran un intento de desviar la atención de las consecuencias del escándalo.
Jugnauth anunció que un comité de emergencia investigaría la violación. Alegando motivos de seguridad nacional, el gobierno impuso una prohibición de las redes sociales el 1 de noviembre, que duraría hasta el día después de las elecciones. Cuatro sospechosos, entre ellos un ex director ejecutivo de Mauritius Telecom, fueron arrestados ese día. La oposición alegó que la prohibición tenía motivaciones políticas y tenía como objetivo evitar la derrota del gobierno de Jugnauth en las urnas. Tras la indignación pública generalizada, el gobierno revocó la prohibición el 2 de noviembre.

### Acuerdo del Archipiélago de Chagos
El 3 de octubre, el gobierno de Mauricio anunció que se había alcanzado un acuerdo con el Reino Unido que pondría fin a la disputa del archipiélago de Chagos, sujeto a un tratado final. El Reino Unido cedería la soberanía del archipiélago a Mauricio; sin embargo, Diego García, que alberga un ejército de los Estados Unidos, sería arrendado por 99 años.Jugnauth afirmó que el contrato de arrendamiento proporcionaría a Mauricio "miles de millones de rupias". El acuerdo provocó reacciones diversas por parte de los chagosianos exiliados. Si bien elogiaron el acuerdo como un paso probable para volver al artículo, muchos chagosianos criticaron a los gobiernos de Mauricio y Gran Bretaña por no incluirlos en las negociaciones. Navin Ramgoolam y Paul Bérenger acogieron con satisfacción la cesión del archipiélago, pero criticaron a Jugnauth por aceptar el arrendamiento de Diego García. El partido Linion Moris acusó a Jugnauth de utilizar el acuerdo para obtener beneficios políticos. Al día siguiente del anuncio, el 4 de octubre, Jugnauth convocó elecciones.

## Sistema electoral
La Asamblea Nacional tiene 62 miembros elegidos directamente; 60 representan 20 distritos electorales de tres escaños y dos son elegidos en un distrito electoral de la isla de Rodrigues. Las elecciones se celebran mediante el sistema de votación en bloque, por el que los electores tienen tantos votos como escaños disponibles. En lo que comúnmente se conoce como el Sistema del Mejor Perdedor, si una comunidad no logra obtener representación parlamentaria, la Comisión de Supervisión Electoral puede designar hasta ocho candidatos fracasados de estas comunidades con más votos. La Comisión Electoral divide el electorado en cuatro comunidades: hindúes, musulmanes, sino-mauritanos y la población general; esta última comprende a los votantes que no pertenecen a las tres primeras. A menos que el presidente disuelva anticipadamente la Asamblea Legislativa, sus miembros cumplen un mandato de cinco años. 
Los candidatos y votantes elegibles deben tener al menos 18 años de edad, ser ciudadanos de la Mancomunidad de Naciones y haber residido en Mauricio durante al menos dos años antes de la fecha de nominación. Un total de 1.002.857 personas se registraron para votar en estas elecciones. Los funcionarios públicos destinados en Mauricio pero inscritos en distritos electorales de Rodrigues o Agaléga y viceversa son elegibles para solicitar el voto por poder. Los candidatos deben tener un nivel suficiente de inglés para participar en los procedimientos parlamentarios y declarar a qué comunidad pertenecen. También exigen la nominación de al menos seis electores de su circunscripción y el pago de un depósito, que se devuelve si obtienen al menos el 10% de los votos. No podrán ser candidatos quienes hayan cometido delitos electorales, hayan cumplido una condena de prisión de más de 12 meses, tengan contratos gubernamentales no revelados o estén en quiebra no revelada.

## Campaña
Los principales problemas entre los votantes incluyeron la crisis del costo de vida, la corrupción y el crimen. Muchos mauricianos pidieron que el Gobierno patrocinara programas de rehabilitación y educación para combatir las crecientes tasas de consumo de drogas en el país. Una encuesta del Afrobarómetro de julio de 2024 mostró que los mauricianos consideraban que la adicción y el abuso de drogas eran el segundo problema más importante después del costo de vida.
La Alianza Lepep anunció un manifiesto el 28 de octubre. La alianza enfatizó su compromiso con la reforma económica y el bienestar social. Las propuestas del bloque incluyeron una asignación mensual de 2.000 rupias para las madres que se quedan en casa, el establecimiento de un fondo para ayudar a los estudiantes de familias de bajos ingresos y un tribunal especial para agilizar los casos penales de drogas. A la luz del escándalo de las escuchas telefónicas, el bloque prometió la creación de un organismo independiente que lucharía contra las escuchas telefónicas. Otras iniciativas incluyeron la prescripción gratuita de medicamentos y la firma de un tratado final con el Reino Unido para sellar el acuerdo de las Islas Chagos. También se comprometió a financiar programas económicos mediante los pagos que deberá realizar el Reino Unido en virtud del acuerdo revisado sobre las Islas Chagos.
La Alianza del Cambio lanzó un manifiesto el 29 de octubre. Las propuestas incluían exenciones de impuestos para ciudadanos de entre 18 y 28 años, medidas para acabar con la escasez de combustible, la introducción de una economía verde y transporte público gratuito. La alianza también se comprometió a promulgar una reforma electoral, incluyendo leyes transparentes de financiación de campañas, una cuota que garantice que un tercio de todos los candidatos de los partidos sean mujeres, legislación contra el cambio de partido en el parlamento y una Ley de Libertad de Información. El bloque abogó por eliminar los impuestos sobre la renta para los ciudadanos que ganan menos de 77.000 rupias mauricianas al mes.

## Conducta
El presidente Prithvirajsing Roopun disolvió el parlamento y emitió la orden de elección el 4 de octubre. La disolución anticipada anuló una elección parcial en el distrito electoral de Montagne-Blanche/GRSE, prevista para el 9 de octubre. La Comunidad de Desarrollo de África Austral (SADC) envió una delegación, encabezada por el expresidente del Tribunal Supremo de Tanzania, Mohamed Chande Othman, para observar las elecciones. Los colegios electorales estuvieron abiertos desde las 7:00 hasta las 18:00 horas. Los centros de votación de Agaléga y Rodrigues abrieron a las 6:00 horas y cerraron a las 10:00 horas en Agaléga y a las 17:00 horas en Rodrigues. El recuento de votos comenzó al día siguiente de las elecciones.
El 9 de noviembre se produjeron numerosos incidentes de disturbios en todo el país, tras denuncias de fraude electoral en las redes sociales. Se informó que algunos funcionarios electorales fueron acosados. Jugnauth, Ramgoolam y el Comisionado Electoral Irfan Rahman pidieron que se relajaran las tensiones. Jugnauth afirmó que las supuestas acusaciones de fraude electoral hechas por Bérenger y Ramgoolam habían incitado el disturbio. La Comisión Electoral informó que algunos trabajadores electorales no habían llegado a sus centros de votación designados debido al temor de que se produjeran más disturbios. Rabin Bhujun, consultor de la Comisión Electoral, aseguró que los votos se contaron según lo previsto. Se implementó una prohibición de reuniones a menos de 200 metros de los centros de recuento hasta el anuncio de los resultados oficiales.La misión de la SADC afirmó que las elecciones fueron libres y justas. Othman pidió a los partidos políticos que presenten más candidatos femeninos y más jóvenes en las futuras elecciones, destacando el número desproporcionadamente bajo de contendientes de estos grupos. La misión criticó la prohibición de las redes sociales durante 24 horas que siguió al escándalo de las escuchas telefónicas, añadiendo que probablemente impidió la capacidad de los candidatos para organizarse y hacer campaña.